# Senta Radegonda (Dordonya)
Senta Radegonda (en francès Sainte-Radegonde) és un municipi francès situat al departament de la Dordonya i a la regió de la Nova Aquitània.

## Demografia
| 1962                                       | 1968 | 1975 | 1982 | 1990 | 1999 | 2007 |
| ------------------------------------------ | ---- | ---- | ---- | ---- | ---- | ---- |
| 115                                        | 95   | 71   | 86   | 76   | 64   | 57   |
| Des de 1962: població sense dobles comptes |      |      |      |      |      |      |

## Administració
| Període   | Identitat                 | Partit |
| --------- | ------------------------- | ------ |
| 1977-2008 | Marcel Provost            |        |
| 2008-     | Anne-Marie Queille-Rivier |        |